# Jeyland Mitchell
Jeyland Yahir Mitchell Baltodano (Puerto Limón (Costa Rica), 29 september 2004) is een Costa Ricaans voetballer die bij voorkeur als verdediger speelt. Hij staat tot medio 2029 onder contract bij Feyenoord.

## Carrière

### Voetballer

#### Jeugdjaren
Mitchell werd geboren in Puerto Limón en begon al op driejarige leeftijd te voetballen. Op achtjarige leeftijd trad hij officieel toe tot de jeugdopleiding van een lokale voetbalclub. In 2020 maakte hij de overstap naar de opleiding van Deportivo Saprissa, maar door de start van de coronapandemie keerde hij terug naar Limón. Nadat Mitchell korte tijd de voetballerij had verwisselt voor het basketbal tekende hij in 2021 bij Guanacasteca, waar hij zijn debuut op het hoogste niveau maakte. Medio 2023 tekende Mitchell bij Municipal Liberia waarvoor hij negen keer uitkwam. In december 2023 wist Alajuelense hem voor één jaar vast te leggen. Na 12 optredens in het eerste elftal verlengde hij zijn contract tot medio 2027.

#### Feyenoord
Op maandag 8 juli werd Mitchell gepresenteerd als nieuwe aanwinst van de Nederlandse voetbalclub Feyenoord. Bij de Rotterdammers tekende de verdediger een contract tot medio 2029.

#### Interlandcarrière
Op 28 januari 2024 werd Mitchell voor het eerst opgeroepen voor het Costa Ricaans voetbalelftal. In de wedstrijd tegen El Salvador maakte hij zijn debuut door als invaller het veld te betreden. Die zomer maakte Mitchell deel uit van de selectie voor de Copa América 2024. Costa Rica kwam niet verder dan de groepsfase. In die drie duels speelde Mitchell iedere keer de volledige negentig minuten.

## Statistieken
| Seizoen        | Club           | Competitie     | Competitie | Competitie | Beker | Beker | Internationaal | Internationaal | Overig | Overig | Totaal | Totaal |
| Seizoen        | Club           | Competitie     | Wed.       | Dlp.       | Wed.  | Dlp.  | Wed.           | Dlp.           | Wed.   | Dlp.   | Wed.   | Dlp.   |
| -------------- | -------------- | -------------- | ---------- | ---------- | ----- | ----- | -------------- | -------------- | ------ | ------ | ------ | ------ |
| 2024/25        | Feyenoord      | Eredivisie     | 0          | 0          | 0     | 0     | 0              | 0              | 0      | 0      | 0      | 0      |
| Clubtotaal     | Clubtotaal     | Clubtotaal     | 0          | 0          | 0     | 0     | 0              | 0              | 0      | 0      | 0      | 0      |
| Carrièretotaal | Carrièretotaal | Carrièretotaal | 0          | 0          | 0     | 0     | 0              | 0              | 0      | 0      | 0      | 0      |

Bijgewerkt op 8 juli 2024